# Histoire d'O (film)
Histoire d'O (ook bekend als Story of O) is een Frans-Duitse erotische film uit 1975 over sadomasochisme. Het is een verfilming van de gelijknamige roman uit 1954 van Anne Desclos. 
In de hoofdrollen zag men Corinne Clery , Udo Kier en Anthony Steel. 
Hoewel er in de film geen duidelijk geslachtsverkeer te zien is en er geen sprake is van obsceen taalgebruik, was deze direct omstreden en werd destijds in meerdere landen verboden.
De actrice Corinne Clery werd in een klap beroemd door haar rol in dit erotische drama. 

## Synopsis
O is een jonge Parijse modefotograaf. Haar vriend René stuurt zijn minnares, met haar toestemming, naar een afgelegen landgoed: het kasteel van Roisy, waar ze een tijdje als gevangene zal wonen. Het kasteel en de bedienden worden beheerd door een bekende van deze jongeman, maar zijn methoden maken gebruik van sadomasochisme.
Story of O verhaalt schaamteloos over de seksuele escapades van een jonge en aantrekkelijke Parijse fotografe, O die als enige wens heeft de slaaf van haar geliefde René te worden. Alles wat hij van haar eist zal ze doen in haar poging zijn liefde te verkrijgen en te behouden.

## Rolverdeling
| Acteur               | Personage   |
| -------------------- | ----------- |
| Corinne Cléry        | O           |
| Udo Kier             | René        |
| Anthony Steel        | Sir Stephen |
| Jean Gaven           | Pierre      |
| Li Sellgren          | Jacqueline  |
| Christiane Minazzoli | Anne-Marie  |